# Avia Traffic Company
Avia Traffic Company (юридична назва — ТзОВ «Авіа Трафік Компані») — киргизька авіакомпанія, створена 28 листопада 2003 року, базується в аеропорту «Манас» міста Бішкека і виконує регулярні внутрішні рейси між містами Киргизії та міжнародні рейси в Росію, країни СНД і Туреччини.
Avia Traffic Company є домінуючою авіакомпанією Киргизстану, за кількістю перевезених пасажирів, а також за кількістю флоту (найбільший флот, серед усіх авіакомпаній Киргизстану). Завдяки розвитку флоту, Avia Traffic Company у 2016 році наростила пасажиропотік до 489 тис. осіб (зростання на 5% до 2015 р.), а її пасажирообіг перевищив 1,1 млрд пкм. 
У 2017 році перевізник відкрив нові напрямки з Бішкека до Воронежа з частотою 1 раз в тиждень, Стамбул з частотою 2 рази на тиждень (незабаром очікується збільшення частоти до 5-7 разів на тиждень), а з Оша відкрив напрям в Московський аеропорт Жуковський. І в літньому розкладі 2017 року збільшив частоти виконання рейсів по багатьох напрямках.

## Флот
За даними на серпень 2017 року у флоті Avia Traffic Company експлуатуються
| №      | Тип ПС                    | кількість | кількість місць | Реєстр.№                   | примітка                                       |
| ------ | ------------------------- | --------- | --------------- | -------------------------- | ---------------------------------------------- |
| 1      | Airbus a320-200           | 2         | 180             | ЕХ-32005 ЕХ-32007          | надійшли в 2016 році                           |
| 2      | Boeing 737-300            | 3         | 148             | EX-37008 EX-37010 EX-37012 | спочатку 4 літака ,                            |
| 3      | British Aerospace 146-200 | 2         | 99              | EX-27002 EX-27007          | два літака в Tez Jet на основі мокрого лізингу |
| разом: | 7                         |           |                 |                            |                                                |

всі літаки використовуються тільки в компонуванні Економкласу
виведені з експлуатації: 
| №      | Літак          | реєстр.№      | дата виведення    |
| ------ | -------------- | ------------- | ----------------- |
| 1      | Boeing 737-300 | EX-37005      | 22 листопада 2015 |
| 2      | Ан-24          | EX-051        | жовтень 2008      |
| 3      | L-410          |               |                   |
| 4      | Ан-30          | ЕХ-116 ЕХ-118 | серпень 2006      |
| разом: | 5              |               |                   |

## Напрями
У літньому розкладі 2017 року 

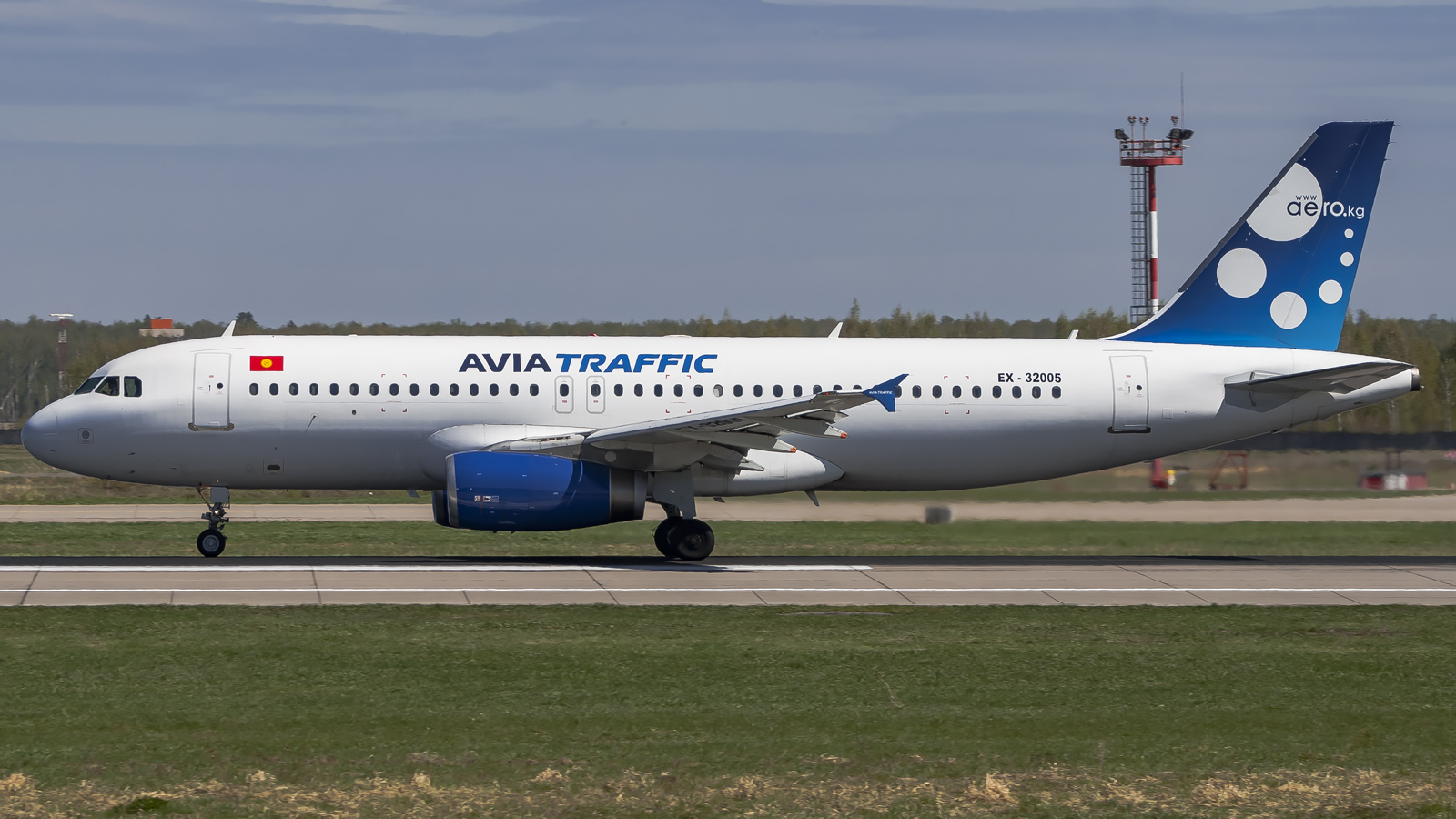
Airbus a320-200 в Аеропорту Домодєдово

Avia Traffic Company виконує внутрішні рейси в такі міста з Бішкека (Міжнародний аеропорт Манас) 
| напрямок    | Аеропорт прибуття    | Тип ПС                          | примітка |
| Зш          | Аеропорт Зш          | А320-200, В737-300, ВАе 146-200 |          |
| Джалал-Абад | Аеропорт Джалал-Абад | British Aerospace 146-200       |          |

Avia Traffic Company виконує міжнародні рейси в такі міста з Бішкека (Міжнародний аеропорт Манас)
| напрямок        | Аеропорт прибуття    | Тип ПС                         | примітка       |
| Москва          | Аеропорт Домодєдово  | Airbus a320-200 Boeing 737-300 |                |
| Єкатеринбург    | Аеропорт Кольцово    | Boeing 737-300                 |                |
| Душанбе         | Аеропорт Душанбе     | Boeing 737-300                 |                |
| Казань          | Аеропорт Казань      | Boeing 737-300                 |                |
| Красноярськ     | Аеропорт Емельяново  | Boeing 737-300                 |                |
| Краснодар       | Пашковський аеропорт | Boeing 737-300                 |                |
| Новосибірськ    | Аеропорт Толмачево   | Airbus a320-200 Boeing 737-300 |                |
| Сургут          | Аеропорт Сургут      | Boeing 737-300                 |                |
| Грозний         | Аеропорт Грозний     | Boeing 737-300                 |                |
| Санкт-Петербург | Аеропорт Пулково     | Airbus a320-200 Boeing 737-300 |                |
| Іркутськ        | Аеропорт іркутськ    | Boeing 737-300                 |                |
| Воронеж         | Аеропорт Чертовицкое | Boeing 737-300                 |                |
| Алмати          | Аеропорт алмати      | British Aerospace 146-200      | чартерні рейси |
| Стамбул         | Аеропорт Ататюрк     | Airbus a320-200                |                |

Avia Traffic Company виконує внутрішні рейси в такі міста з Оша (Міжнародний аеропорт Зш) 
| напрямок | Аеропорт прибуття          | Тип ПС                          | примітка |
| Бішкек   | Міжнародний Аеропорт Манас | А320-200, В737-300, ВАе 146-200 |          |

Avia Traffic Company виконує міжнародні рейси в такі міста з Оша (Міжнародний аеропорт Зш)
| напрямок        | Аеропорт прибуття   | Тип ПС          | примітка |
| Москва          | Аеропорт Домодєдово | Airbus a320-200 |          |
| Москва          | Аеропорт Жуковський | Boeing 737-300  |          |
| Єкатеринбург    | Аеропорт Кольцово   | Boeing 737-300  |          |
| Іркутськ        | Аеропорт іркутськ   | Boeing 737-300  |          |
| Красноярськ     | Аеропорт Емельяново | Boeing 737-300  |          |
| Новосибірськ    | Аеропорт Толмачево  | Boeing 737-300  |          |
| Санкт-Петербург | Аеропорт Пулково    | Airbus a320-200 |          |

## Події
Літак Боїнг 737-300 EX-37005 22 листопада 2015 року при посадці в аеропорту міста Ош в умовах поганої видимості отримав серйозні ушкодження, несумісні з подальшою експлуатацією.